# Ferrovia Tripoli-Vertice 31
La ferrovia Tripoli-Vertice 31 era una delle linee ferroviarie costruite in Libia nel periodo del colonialismo italiano.

## Storia
Faceva parte del progetto per congiungere la capitale, Tripoli, con la città di Garian, nella zona semi-desertica del sud; il servizio tuttavia venne presto limitato alla località disabitata denominata "Vertice 31", in quanto ostacolato dalle tribù berbere della zona. Dopo diversi danneggiamenti di quanto costruito, il tratto fino a Garian venne abbandonato. In diverse occasioni i treni terminavano la corsa nell'ultima stazione utile di Azizia, circa metà percorso precedente a Vertice 31.
Dopo la seconda guerra mondiale le linee ferroviarie libiche si rivelarono insufficienti; rimasero in servizio sino al 1962 prima di essere smantellate.

## Caratteristiche
La ferrovia utilizzava lo scartamento ridotto italiano di 950 mm.

### Percorso[3]
| Unknown route-map component "exSTR" |

| Unknown route-map component "exBHF" |

| Unknown route-map component "exBHF" |

| Unknown route-map component "exBHF" |

| Unknown route-map component "exBHF" |

| Unknown route-map component "exBHF" |

| Unknown route-map component "exABZgr" |

| Unknown route-map component "exBHF" |

| Unknown route-map component "exBHF" |

| Unknown route-map component "exBHF" |

| Unknown route-map component "exBHF" |

| Unknown route-map component "exBHF" |

| Unknown route-map component "exBHF" |

| Unknown route-map component "exBHF" |

| Unknown route-map component "exBHF" |

| Unknown route-map component "exBHF" |

| Unknown route-map component "exLSTR" |

## Traffico
La linea veniva percorsa da pochi treni. Erano effettuati giornalmente una coppia di accelerati, numerati 1 e 2, che effettuavano tutte le fermate (alcune a richiesta) e partivano dalla stazione di Tripoli Riccardo; 
un'ulteriore coppia di treni accelerati con meno fermate veniva effettuata il lunedì, il martedì, il venerdì e il sabato da Tripoli verso Garian (o Vertice 31), quella di ritorno era limitata ai giorni di martedì e di sabato, mentre il venerdì era limitata da Azizia a Tripoli. Una coppia di treni misti prevista in orario, ma solo il venerdì, fermava in tutte le località; iniziava con la partenza da Tripoli centrale alle ore 7:00 e dopo una sosta, circa un'ora e un quarto a Garian (quando accessibile) faceva rientro alle ore 18:00 a Tripoli.